# Diocèse de Huánuco
Le diocèse de Huánuco (en latin : Dioecesis Huanucensis ; en espagnol : Diócesis de Huánuco) est un diocèse de l'Église catholique du Pérou, suffragant de l'archidiocèse de Huancayo.

## Territoire
Il comprend huit provinces du département de Huánuco : Ambo, Dos de Mayo, Huamalíes, Huánuco, Lauricocha, Leoncio Prado, Pachitea et Yarowilca. Les autres provinces de ce département sont gérées par le diocèse de Huarí et le vicariat apostolique de Pucallpa. Il possède aussi la province de Tocache du département de San Martín, le reste de ce département étant géré par la prélature territoriale de Moyobamba.
Son territoire s'étend sur 45 000 km² divisé en 33 paroisses. Le siège épiscopal est dans la ville de Huánuco où se trouve la cathédrale du Seigneur de Burgos.

## Histoire
Le diocèse est érigé le 17 mars 1865 par la lettre apostolique Singulari animi Nostri du pape Pie IX en prenant sur le territoire de l'archidiocèse de Lima dont Huánuco devient le suffragant,.
Au XXe siècle, il cède à plusieurs reprises du territoire pour l'érection de nouvelles juridictions ecclésiastiques : le 5 février 1900, pour l'érection de la préfecture apostolique d'Ucayali (supprimée le 2 mars 1956 et son territoire divisé entre les trois nouveaux vicariats apostoliques de Pucallpa, Requena et San Ramón),; le 18 décembre 1944 pour le diocèse de Huancayo (aujourd'hui archidiocèse de Huancayo). Le 15 mai 1958, pour les prélatures territoriales de Tarma (aujourd'hui diocèse de Tarma) et de Huarí (aujourd'hui diocèse de Huarí).
Il intègre la province ecclésiastique d'Huancayo le 30 juin 1966. Il récupère la province de Tocache le 26 avril 2007 qui appartenait à la prélature territoriale de Moyobamba.

## Évêques
- Manuel Teodoro del Valle (27 mars 1865 - 4 juin 1872) nommé archevêque de Lima
  - Sede vacante (1872-1890)
- Alfonso María de la Cruz Sardinas, O.F.M.Disc (12 août 1890 - 26 juin 1902)
- Pedro Pablo Drinot y Piérola, SS.CC (8 juin 1904 - 21 octobre 1920)
- Francisco Rubén Berroa y Bernedo (12 août 1922 - 24 novembre 1946) nommé évêque d'Ica
- Teodosio Moreno Quintana (27 juin 1947 - 17 décembre 1956) nommé évêque de Huaraz
- Carlos Alberto Arce Macias (17 décembre 1956 - 6 février 1959) nommé évêque de Piura
- Ignacio Arbulú Pineda (6 février 1959 - 6 avril 1979)
- Antonio Kühner y Kühner, M.C.C.I (24 juillet 1980 - 22 janvier 1991)
  - Sede vacante (1991-1994)
- Ermanno Artale Ciancio, S.D.B (21 juin 1994 - 17 septembre 2003)
- Jaime Rodríguez Salazar, M.C.C.I. (16 décembre 2004 - 12 mai 2016)
- Neri Menor Vargas, O.F.M (12 mai 2016 - 20 avril 2022) nommé évêque de Carabayllo
- Pedro Alberto Bustamante López (depuis le 1er juin 2024)